# Hrušov (Banská Bystrica)
Hrušov é um município da Eslováquia, situado no distrito de Veľký Krtíš, na região de Banská Bystrica. Tem 23,31 km² de área e sua população em 2018 foi estimada em 830 habitantes.

## Demografia
| Ano:        | 1994 | 2004   | 2014   | 2024   |
| ----------- | ---- | ------ | ------ | ------ |
| Broj ljudi: | 925  | 897    | 867    | 812    |
| Razlika:    |      | -3,02% | -3,34% | -6,34% |

| Ano:               | 2023 | 2024   |
| ------------------ | ---- | ------ |
| Número de pessoas: | 818  | 812    |
| Diferença:         |      | -0,73% |